# Лайнаталь
Лайнаталь (нем. Leinatal) — община в Германии, в земле Тюрингия.
Входит в состав района Гота. Население составляет 3761 человек (на 31 декабря 2010 года). Занимает площадь 35,95 км².